# Chigetsu Kawai
Chigetsu Kawai (jap. 河合 智月 Kawai Chigetsu; ur. pomiędzy 1632 a 1634 r. w ówczesnej prowincji Yamashiro, obecnie części prefektury Kioto, zm. w 1708 lub 1718 r.) – japońska poetka tworząca w okresie Edo. Przyjaciółka i uczennica Bashō Matsuo. Tworzyła haiku.
Prawdopodobnie urodziła się w miejscowości Usa niedaleko Kioto. Za młodu służyła na dworze cesarskim. Poślubiła Saemona Kawai, zamożnego kupca z Ōtsu. W 1686 r., po śmierci męża, została mniszką buddyjską i przyjęła imię „Chigetsu-ni” (mniszka Chigetsu). W tym samym czasie adoptowała swego młodszego brata Otokuniego, ucznia Bashō, i pod jego wpływem również zainteresowała się poezją. Odziedziczony po mężu majątek pozwolił jej na wspieranie poetów związanych z Bashō.
Utwory Chigetsu-ni opublikowane zostały m.in. w Sarumino, opublikowanej w 1691 r. antologii poezji szkoły Bashō.